# Sophronica ruficeps
Sophronica ruficeps là một loài bọ cánh cứng trong họ Cerambycidae.